# Eddy Gnahoré
Vhakka Eddy Stelh Gnahoré (Villeneuve-la-Garenne, Distrito de Nanterre, Francia, 14 de noviembre de 1993) es un futbolista francés de origen marfileño.[cita requerida] Juega de centrocampista y su equipo es el F. C. Dinamo de Bucarest de la Liga I.

## Trayectoria
Gnahoré se formó en el Châteauroux, para luego pasar a las categorías inferiores del Manchester City en julio de 2009 y del Birmingham City el año siguiente. Hizo su debut en el primer equipo del Blues el 28 de enero de 2012, cuando reemplazó a Chris Burke en el minuto 80 del partido de FA Cup contra el Sheffield United.
En julio de 2014 se mudó a Italia, fichando por el Carrarese de la tercera división italiana, donde totalizó 45 presencias y 4 goles. El 27 de enero de 2016 fue adquirido por el Napoli, que lo cedió a préstamo al Carpi. El 29 de julio de 2016 fue cedido al Crotone, recién ascendido a la Serie A, y el 31 de enero de 2017 al Perugia de la Serie B.
El 18 de julio de 2017 fichó por el Palermo.

## Clubes
| Club                          | País       | Año       |
| ----------------------------- | ---------- | --------- |
| Birmingham City F. C.         | Inglaterra | 2012-2014 |
| Carrarese Calcio              | Italia     | 2014-2016 |
| Carpi F. C. (cedido)          | Italia     | 2016      |
| F. C. Crotone (cedido)        | Italia     | 2016-2017 |
| A. C. Perugia Calcio (cedido) | Italia     | 2017      |
| U. S. Palermo                 | Italia     | 2017-2019 |
| Amiens S. C. (cedido)         | Francia    | 2018-2019 |
| Amiens S. C.                  | Francia    | 2019-2022 |
| Wuhan Zall F. C. (cedido)     | China      | 2020      |
| Ascoli Calcio 1898 FC         | Italia     | 2022-2024 |
| F. C. Dinamo de Bucarest      | Rumania    | 2024-     |